# Louis van der Straten Ponthoz
Louis Marie Hyacinthe Joseph van der Straten Ponthoz (Clavier, 28 mei 1775 - 7 augustus 1844) was een Belgisch senator.

## Levensloop
Hij was een zoon van Charles van der Straten, heer van Ponthoz (1734-1791), en van Elisabeth Marie-Josèphe d'Everlange Witry (1746-1777). Hij trouwde in 1808 met Gabrielle de Laittres (1786-1871) en ze kregen acht kinderen. In 1816 werd hij in de erfelijke adel bevestigd, in 1839 verkreeg hij de titel van baron of barones voor hem en al zijn nazaten en in 1840 die van graaf, overdraagbaar op de eerste mannelijke nazaat.
Onder het Franse keizerrijk was hij kapitein bij de 'Gardes Wallonnes'. Onder het Verenigd Koninkrijk der Nederlanden was hij lid van de Provinciale Staten van Luxemburg.
Van mei 1833 tot december 1834 volgde hij Richard Chauchet op als unionistisch senator voor het arrondissement Neufchâteau. In 1835 werd hij opnieuw senator, ditmaal voor het arrondissement Luik, en vervulde dit mandaat tot in 1843.